# Metounga
Metounga est un village de la Région du Littoral du Cameroun, situé dans la commune d'Édéa Ier. Il est situé à 8 km d'Edéa, sur la route qui lie Edéa à Pouma et à Yaoundé.

## Population et développement
En 1967, la population de Metounga était de 137 habitants. La population de Metounga était de 225 habitants dont 102 hommes et 123 femmes, lors du recensement de 2005. Elle est essentiellement composée de Bakoko. 